# Tân Long
Tân Long is een xã in huyện Phú Giáo, een district in de Vietnamese provincie Bình Dương.
Tân Long ligt ten noorden van Phước Vĩnh, de hoofdplaats van het district. Tân Hiệp ligt in het westen van het district en ligt op de westelijke oever van de Sông Bé. In het westen en zuiden grenst het aan district Bến Cát en in het noorden grenst het aan Chơn Thành in de provincie Bình Phước.